# خانه نوزادان (فیلم)
خانه نوزادان (به انگلیسی: House of the Babies) و (به اسپانیایی: Casa de los babys) فیلمی محصول سال ۲۰۰۳ و به کارگردانی جان سیلس است. در این فیلم بازیگرانی همچون مارسیا گی هاردن، مگی جیلنهال، داریل هانا، سوزان لینچ، مری استینبرجن، لیلی تیلور، ریتا مورنو و مارتا ایگاردا ایفای نقش کرده‌اند.